# Germanwings
A Germanwings német diszkont légitársaság, a Lufthansa leányvállalata volt. Egykori központja Kölnben található, bázisai a Köln–Bonn repülőtér, a Berlin-Tegel repülőtér, a dortmundi repülőtér, a hamburgi repülőtér, a hannoveri repülőtér és a stuttgarti repülőtér volt.
A Germanwings 2015 októberéig önállóan üzemelt a Lufthansa rövid távú járatokat üzemeltető diszkont légitársaságaként, ekkor azonban az anyacég úgy döntött, összevonja a cég arculatát az Eurowings légitársaságéval. 2016 óta a Germanwings testvércége, az Eurowings wet lease-üzemeltetője, a Germanwings márkanevet azóta nem használják, bár IATA-kódját, a 4U-t még 2018 márciusáig használták, ekkor felváltotta az Eurowingset jelölő EW.

## Története

### Az alapítástól

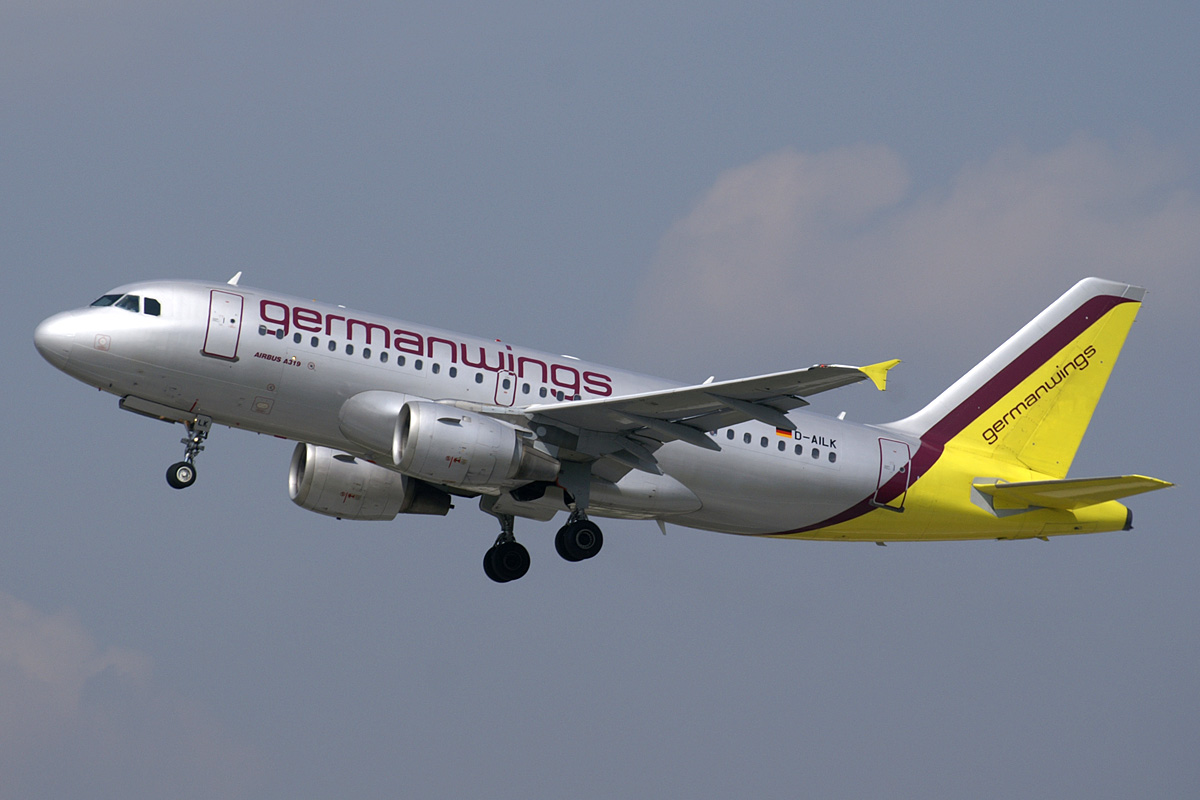
A Germanwings Airbus A319-100 gépe korábbi festésével

Az Eurowings 1997-ben hozta létre diszkont légitársaságát, amely 2002. október 27-én Germanwings néven külön cég lett. 2005. december 7-én a légitársaság aláírta a megállapodást, mely szerint tizennyolc Airbus A319-100 repülőgépet vásárol, és további tizenkettőt megrendel, 2006 júliusától 2008-ig tartó szállítással.
2004–2005 telén a Germanwings két Boeing 717-200 gépet bérelt az Aerolíneas de Baleares légitársaságtól, hogy tesztelje a típust, de nem rendelt belőle.
2008-ban terv született arra, hogy a Germanwings, az Eurowings és TUIfly egyesüljön, annak érdekében, hogy jobban tudjon versenyezni a német piacon az Air Berlinnel és leányvállalatával, az LTU-val, a nemzetközi útvonalakon pedig az easyJettel és a Ryanairrel. Erre azonban végül nem került sor, a Germanwings ehelyett 2009. január 1-jén teljes egészében a Lufthansa tulajdona lett.

### A Lufthansa útvonalainak átvétele
2012-ben a Lufthansa bejelentette, hogy rövid távú járatait – a Frankfurtból és Münchenből indulók kivételével – átadja a Germanwingsnek. Ez 2013 tavasza és 2014 ősze között zajlott le; a Düsseldorfi repülőtér volt az utolsó bázis, ahol átvette ezeket az útvonalakat a Germanwings, 2014 márciusában.
A Germanwings 2013-as átszervezésének és újraindításának részeként a Lufthansa körülbelül harminc repülőgépével bővítették a Germanwings addig 33 gépből álló flottáját, emellett azt a 23 gépet, amelyekkel addig az Eurowings teljesítette a Lufthansa nem Frankfurtból vagy Münchenből induló járatait, szintén a Germanwings flottájához helyezték. Az új Germanwings kb. 90 gépet üzemeltetett.
A légitársaság hosszas vitában állt a Vereinigung Cockpit szakszervezettel, amely azt követelte, hogy a pilóták 55 évesen nyugdíjba vonulhassanak és megkaphassák fizetésük 60%-át; a Lufthansa kijelentette, hogy ez többé nem oldható meg. A Germanwings-pilóták 2014 áprilisában háromnapos országos sztrájkot rendeztek, az év szeptemberében pedig hatórás sztrájkot. A Lufthansa pilótái hasonló sztrájkokba kezdtek.
2014 végére a Germanwings átvette a Lufthansa minden olyan belföldi és nemzetközi járatát, ami nem érintette Frankfurtot vagy Münchent, kivéve a Düsseldorfot Newarkkal és Chicagóval összekötő járatokat. Az utolsó átadott útvonal a Düsseldorf-Zürich volt 2015 január 8-án.

### Egyesülés az Eurowingsszel
2015 januárjában a Lufthansa-csoport bejelentette, hogy a Germanwings márkanév megszűnik, 2015 végétől beolvad az Eurowingsbe. 2015. október 25-én a Eurowings 55 olyan útvonalat átvett, amelyet korábban a Germanwings üzemeltetett. Az első Germanwings-bázisok, amelyeket nagyrészt átvett a Eurowings, a düsseldorfi repülőtér, a hamburgi repülőtér – amelyeken már korábban is a Eurowings működtette a Germanwings járatait – és a Köln–Bonn repülőtér voltak.
A Lufthansa 2015 októberében bejelentette, hogy a Germanwing weboldala 2016 januárjában megszűnik és átirányítják a Eurowingséra, maga a Germanwings mint cég azonban tovább működik. Ettől a naptól kezdve egyedül a Eurowings felelt a Germanwings márkanév alatt eladott jegyekért. 2016 januárjában a Germanwings közösségimédia-profiljai (Facebook, YouTube) is átvették a Eurowings nevet, a germanwings.com URL pedig átirányít a eurowings.com-ra. A Germanwings azonban továbbra is saját járatszámait használja, csak már a Eurowings márkanév alatt.
2016 decemberében bejelentették, hogy a Germanwings 2017-ben húsz gépét kivonja a forgalomból, és nem pótolja, mert a Lufthansa wet-lease megállapodást kötött az Air Berlinnel, ami a Eurowingsnak is nyújt szolgáltatásokat. Az Air Berlin flottája a bejelentés szerint újabb, üzemeltetése olcsóbb, mint a Germanwings-gépeké.
2017 augusztusában bejelentették, hogy a Germanwings 2018. március 25-éig felhagy IATA-kódja, a 4U használatával, és a Eurowings kódját, a EW-t használja.

## Vállalati ügyek

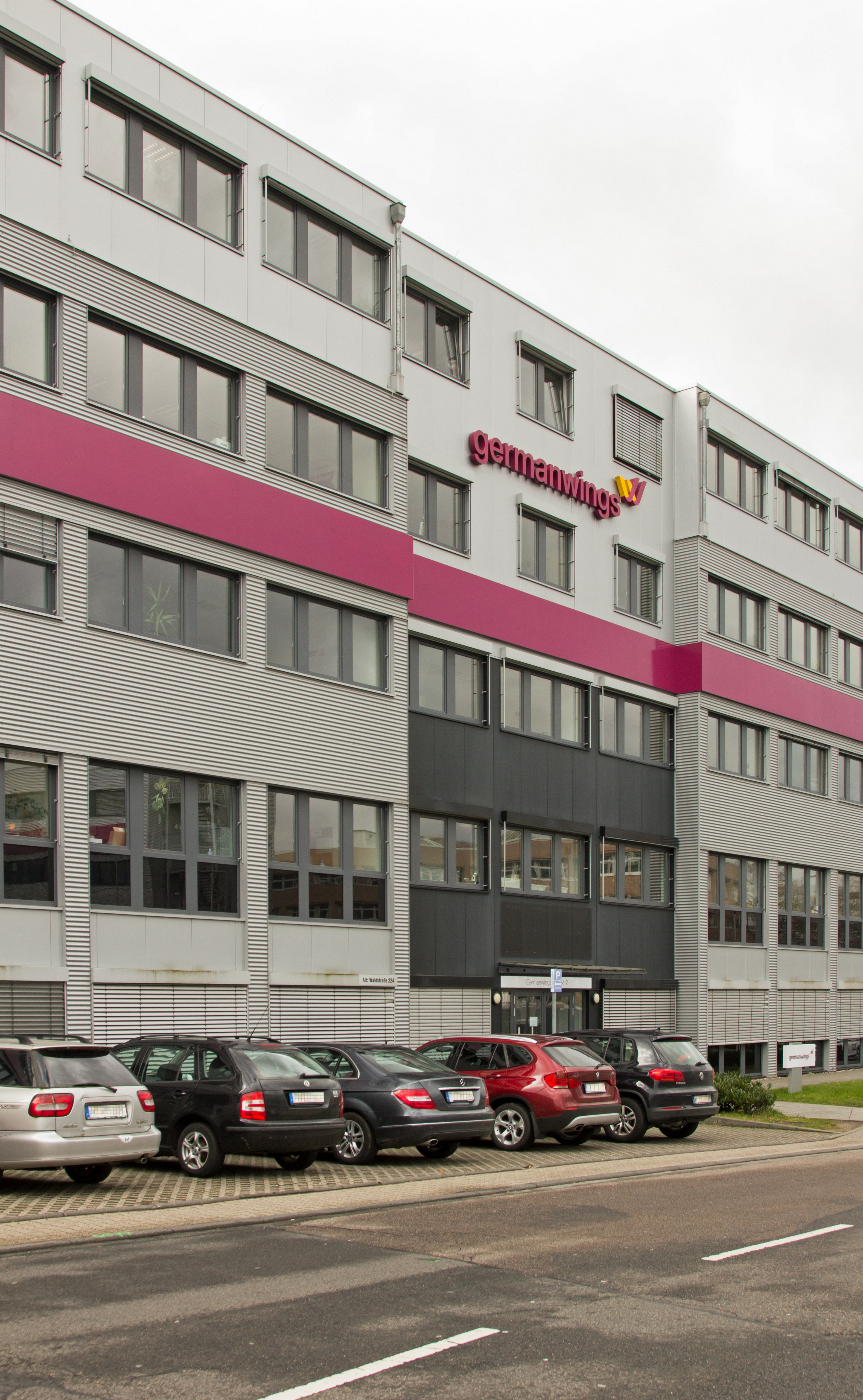
A Germanwings kölni központja

### Üzleti trendek
A Germanwings 2009. január 1. óta teljes egészében a Lufthansa tulajdona; 2012 óta eredményei csak a Lufthansa-csoporton belül szerepelnek, külön nem elérhetőek.
|                                | 2008          | 2009   | 2010   | 2011          | 2012                 | 2013   | 2014                         | 2015                         |
| ------------------------------ | ------------- | ------ | ------ | ------------- | -------------------- | ------ | ---------------------------- | ---------------------------- |
| Bevétel (€m)                   | 628           | 580    | 630    | 687           | n/a                  | n/a    | Külön adat már nem érhető el | Külön adat már nem érhető el |
| Nyereség (EBITDA) (€m)         | 39            | 63     | −9     | −15           | n/a                  | n/a    | Külön adat már nem érhető el | Külön adat már nem érhető el |
| Alkalmazottak száma (év végén) | 1,046         | 1,111  | 1,272  | 1,274         | 1,352                | 2,073  | Külön adat már nem érhető el | Külön adat már nem érhető el |
| Utasok száma (millió)          | 7.6           | 7.2    | 7.7    | 7.5           | 7.8                  | 16     | Külön adat már nem érhető el | Külön adat már nem érhető el |
| Passenger load factor (%)      | n/a           | n/a    | 77.2   | 78.2          | n/a                  | n/a    | Külön adat már nem érhető el | Külön adat már nem érhető el |
| Repülőgépek száma (év végén)   | 25            | 26     | 30     | 30            | 32                   | 67     | 84                           | 62                           |
| Jegyzetek                      | [ 19 ] [ 20 ] | [ 20 ] | [ 21 ] | [ 22 ] [ 23 ] | [ 24 ] [ 25 ] [ 26 ] | [ 27 ] | [ 28 ] [ 29 ]                |                              |

## Úti célok

### Codeshare-megállapodások
A Germanwingsnek a következő légitársaságokkal volt codeshare-megállapodása:
- Air Canada
- All Nippon Airways
- Austrian Airlines
- Brussels Airlines
- Lufthansa
- Swiss International Air Lines
- United Airlines

## A Germanwings 9525-ös járatának katasztrófája 2015-ben
A Germanwings 9525-ös, Barcelona és Düsseldorf közötti menetrend szerinti járata 2015. március 24-én lezuhant. A D-AIPX lajstromjelű Airbus A320-as típusú repülőgép a Nyugati-Alpokban, a hegység Trois Évechés nevű részén Digne-les-Bains és Barcelonnette között, Prads-Haute-Bléone közelében hegyoldalnak repült. A gépen 144 utas és 6 fő személyzet tartózkodott.

## Flotta

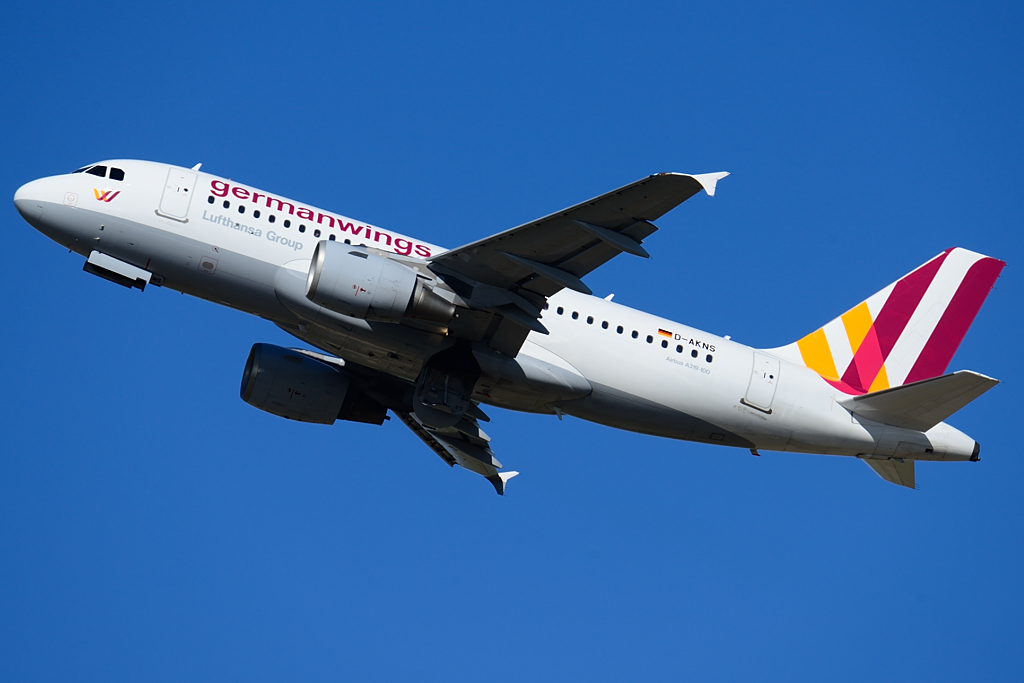
A Germanwings Airbus A319-100 gépe az új, 2013-as festésben

A Germanwings flottája 2018 novemberében a következő repülőgépekből állt: